# 山本芳治

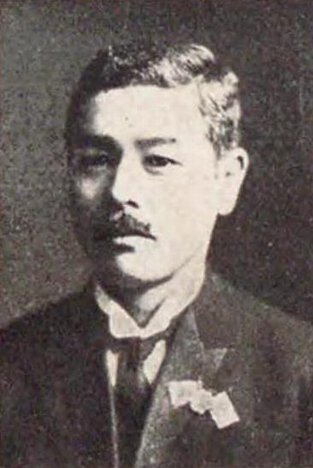
山本芳治

山本 芳治（やまもと よしじ、1881年（明治14年）9月8日 – 1950年（昭和25年）12月28日）は、衆議院議員（革新倶楽部→立憲政友会）。厚生参与官。弁護士。

## 経歴
兵庫県加古郡八幡村（現在の加古川市）出身。1909年（明治42年）、東京帝国大学法科大学独法科を卒業した。司法官試補となるが辞して、大阪市に弁護士事務所を開業し、後に大阪地方裁判所所属弁護士会副会長に選ばれた。
大阪市会議員、市参事会員を経て、1924年（大正13年）の第15回衆議院議員総選挙に出馬し、当選した。当選回数は合計で5回を数え、その間に第1次近衛内閣で厚生参与官を務めた。1942年（昭和17年）の第21回衆議院議員総選挙（いわゆる「翼賛選挙」）では大政翼賛会の推薦を受けて当選した。そのため、戦後、公職追放となる
。追放中の1950年（昭和25年）に死去した。